# Le Villi
Le Villi (As Fadas) é uma ópera-ballet em dois atos (originalmente um) composta por Giacomo Puccini para um libreto em italiano por Ferdinando Fontana, baseado no conto Les Willis de Jean-Baptiste Alphonse Karr, também utilizado no ballet Giselle. A ópera, na sua versão original um ato, foi realizada no Teatro dal Verme, Milão, em 31 de maio de 1884.

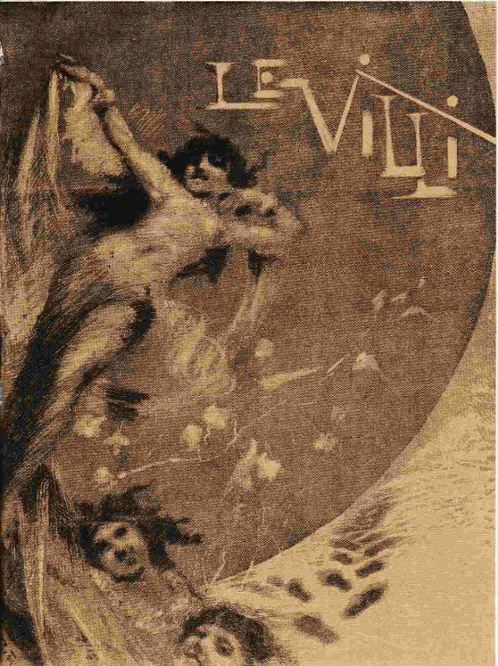

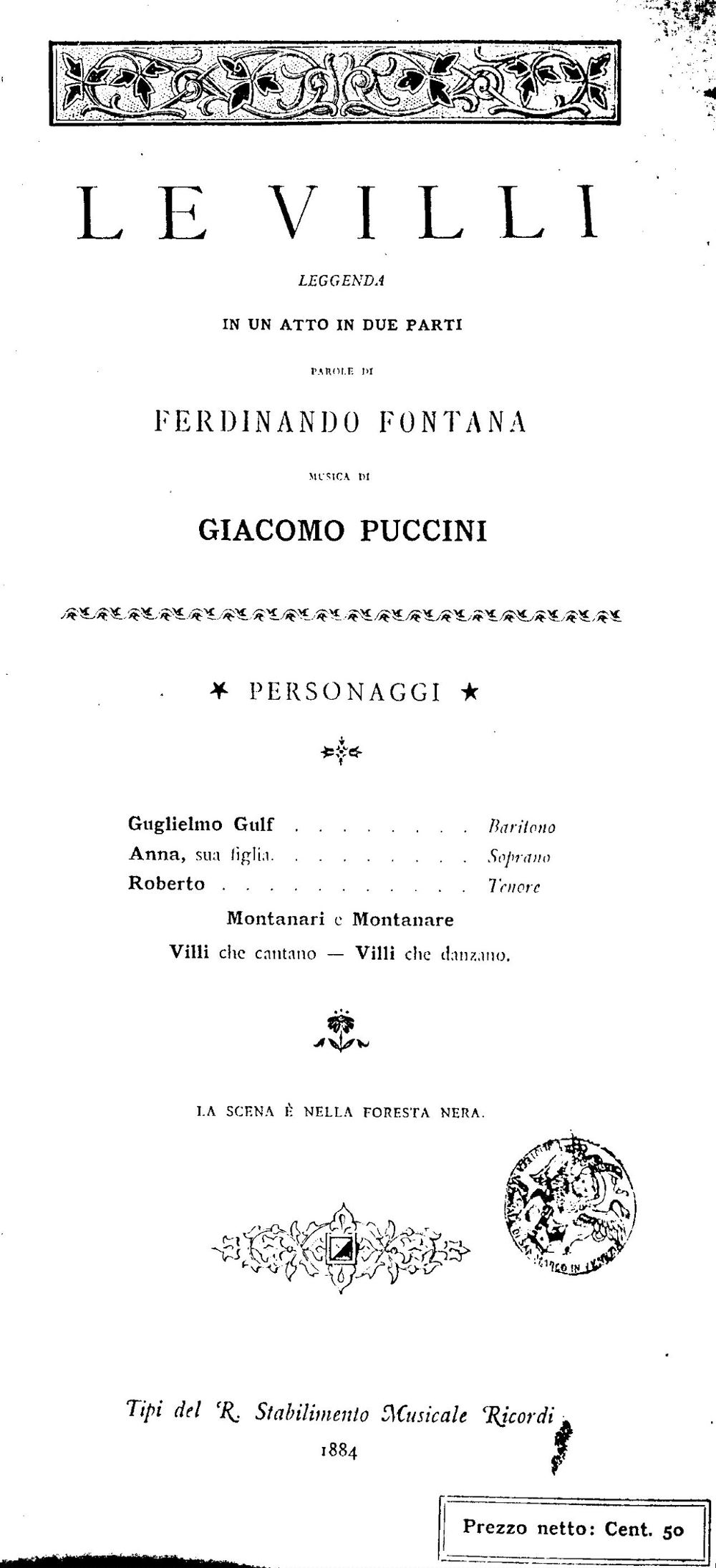

| Papel                                 | Voz               | Estreia, Milão, Teatro Dal Verme, 31 de maio 1884, (Maestro: Arturo Panizza) | Estreia, segunda versão, Turim, Teatro Regio, 26 de dezembro 1884, (Maestro: Giovanni Bolzoni) | Estreia, terceira versão, Milão, Teatro alla Scala, 24 de janeiro 1885, (Maestro: Franco Faccio) | Estreia, quarta versão, Milão, Teatro Dal Verme, 7 de novembro 1889, (Maestro: Alessandro Pomè) |
| ------------------------------------- | ----------------- | ---------------------------------------------------------------------------- | ---------------------------------------------------------------------------------------------- | ------------------------------------------------------------------------------------------------ | ----------------------------------------------------------------------------------------------- |
| Guglielmo, chefe dos guardas          | barítono ou baixo | Erminio Peltz                                                                | Agostino Gnaccarini                                                                            | Delfino Menotti                                                                                  | Mario Sammarco                                                                                  |
| Anna, sua filha                       | soprano           | Rosina Caponetti                                                             | Elena Boronat                                                                                  | Romilda Pantaleoni                                                                               | Elena Thériane                                                                                  |
| Roberto, um jovem                     | tenor             | Antonio d'Andrade                                                            | Enrico Filippi-Bresciani                                                                       | Andrea Anton                                                                                     | Michele Mariacher                                                                               |
| Montanha, fadas, espíritos invisíveis |                   |                                                                              |                                                                                                |                                                                                                  |                                                                                                 |

## Gravações Selecionadas
| Ano                      | Cast (Roberto, Anna, Guglielmo)            | Maestro, Sala de Ópera, e Orquestra                                      |                                                                    |
| ------------------------ | ------------------------------------------ | ------------------------------------------------------------------------ | ------------------------------------------------------------------ |
| 1981                     | Plácido Domingo, Renata Scotto, Leo Nucci  | Lorin Maazel, National Philharmonic Orchestra, Ambrosian Opera Chorus    | Audio CD: CBS Cat: MK 76890 Audio CD: Sony Classical Cat: MT 76890 |
| Narrador: Tito Gobbi     |                                            |                                                                          |                                                                    |
| 1994                     | José Cura, Nanà Gordaze, Stefano Antonucci | Bruno Aprea, Italian International Orchestra, Slovak Chamber Choir Sl'uk | Audio CD: Nuova Era Cat: 223305                                    |
| Narrador: Massimo Foschi |                                            |                                                                          |                                                                    |